# Arcugowo
Arcugowo (niem. Herzogsburg) – wieś w Polsce położona w województwie wielkopolskim, w powiecie gnieźnieńskim, w gminie Niechanowo.
Wieś duchowna, własność opata kanoników regularnych w Trzemesznie pod koniec XVI wieku leżała w powiecie gnieźnieńskim województwa kaliskiego. W latach 1975–1998 miejscowość administracyjnie należała do województwa poznańskiego.

## Historia

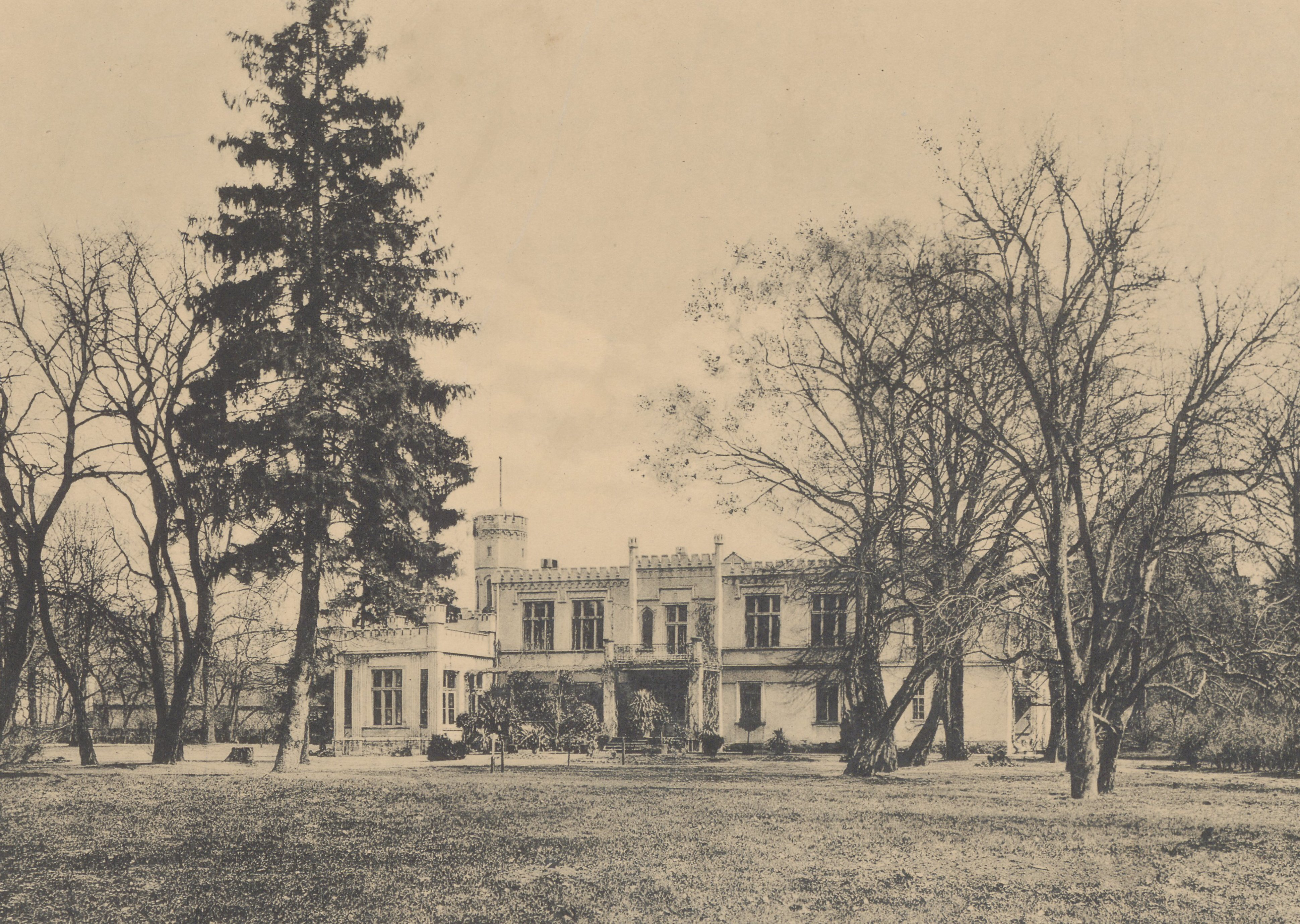
Pałac w Arcugowie, 1912

Na początku XIX wieku przeszła w ręce rodziny Rożnowskich herbu Nowina, w 1886 przeszła w ręce Rzewuskich herbu Krzywda.
We wsi znajduje się  neogotycki pałac.
We wsi był przystanek kolejowy Arcugowo.